# Pierre Fauchard

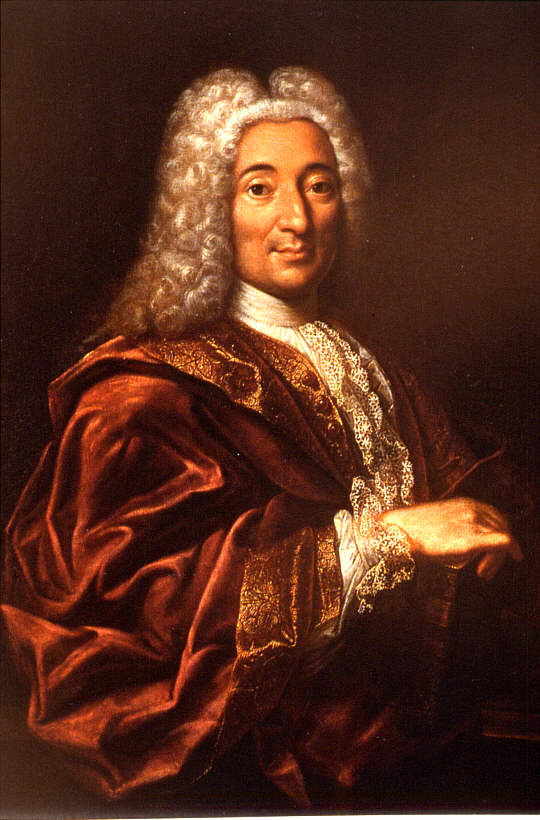
Pierre Fauchard
médico francés y padre de la odontología moderna.

Pierre Fauchard (1678 – 22 de marzo de 1761) fue un médico francés, a quien se lo reconoce como el "padre de la odontología moderna". Es muy conocido gracias a su libro, El  dentista cirujano, "El dentista cirujano" 1728, donde describe la anatomía y funciones orales básicas, signos y síntomas de la patología bucal, métodos operativos para extraer dientes con caries y reparar dientes, enfermedades periodontales (piorrea), ortodoncia, reemplazo de dientes faltantes, y trasplante de dientes. Se dice que su libro fue el primero en brindar una descripción completa científica de la odontología. La obra de Fauchard fue continuada por otros que expandieron el conocimiento de la profesión a través de Europa.
Fauchard nació en un hogar modesto en Saint-Denis-de-Gastines. En 1693, a los 15 años ingresa a la Marina Real Francesa, a pesar de las protestas de su familia, y establece contacto con Alexander Poteleret, un cirujano mayor, quien había estudiado durante mucho tiempo a las enfermedades de los dientes y la boca.
Durante este tiempo, Fauchard aprende que los marinos que realizaban viajes largos sufrían de importantes problemas dentarios, en especial escorbuto. El Major Poteleret lo inspira y alienta a que lea e investigue con cuidado las enseñanzas y descubrimientos de sus sucesores en las artes de curar. Poteleret indica que desea diseminar el conocimiento que ha adquirido en el mar basado en la práctica. Esta idea prende en Fauchard quien expresa que quiere formarse como protégé de Poteleret para ser un médico de combate.

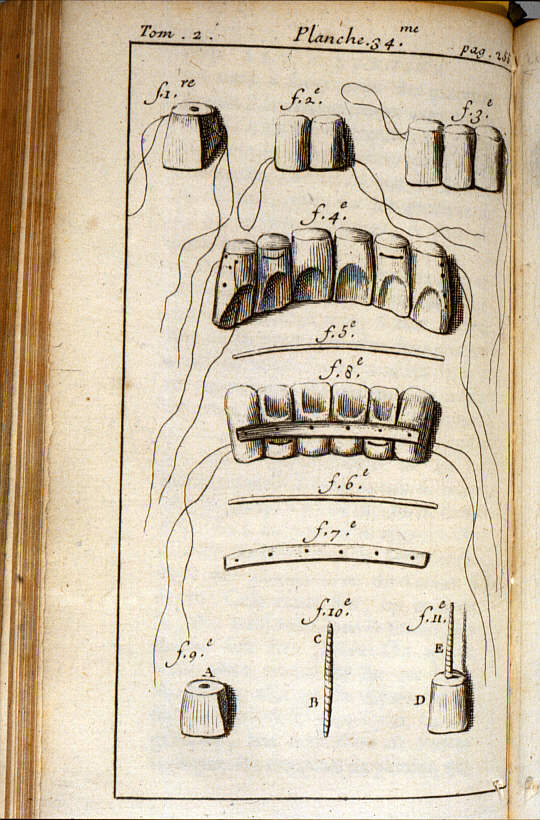
Diagrama de comienzos del realizado por el doctor Fauchard en su libro donde muestra el procedimiento para restaurar dientes.

Una vez que Fauchard deja la Marina, durante algunos años se establece en Angers, donde practica la medicina en el hospital de la Universidad de Angers. En Angers, Fauchard comienza gran parte del trabajo revolucionario por el cual es reconocido en la actualidad, siendo un pionero de la cirugía oral y maxilofacial científica. A menudo Fauchard se describe a sí mismo como un "Dentista cirujano" un término muy raro en esa época ya que los dentistas en el siglo XVII por lo general extraían los dientes podridos en vez de tratarlos.
A pesar de las limitaciones que representan los instrumentos de cirugía primitivos de fines del siglo XVII y comienzos del siglo XVIII, Fauchard era considerado un cirujano muy hábil por muchos de sus colegas en el Hospital de la Universidad de Angers. Fauchard realizó sorprendentes desarrollos de instrumentos odontológicos, a menudo adaptando herramientas de los relojeros, joyeros y hasta barberos, para utilizarlas en la odontología.
Fauchard inventó el empaste dental como un tratamiento para las caries. Afirmó que los ácidos derivados del azúcar como por ejemplo el ácido tartárico son los responsables de las caries, y también sugirió que los tumores que rodean a los dientes en la encía, pueden aparecer en las etapas finales de la podredumbre de los dientes.
Fauchard fue el pionero de las prostodoncia dental, y descubrió numerosos métodos para reemplazar dientes faltantes. Sugirió que podría ser posible fabricar substitutos tallando bloques de marfil o hueso y que estas piezas dentarias artificiales serían tan útiles como las naturales. Uno de sus métodos afirmaba que los dientes artificiales serían fijados atándolos a los dientes existentes mediante palancas, utilizando hilos engrasados o alambre de oro. Pierre también inventó los aparatos dentales, inicialmente fabricados de oro, descubrió que la posición del diente podía ser corregida ya que el diente se ajustaría al patrón que determinaran los alambres. Hilos de lino encerado o de seda fueron empleados para fijar los aparatos.
Entre 1716 a 1718, el prestigio de Fauchard fue en aumento. Durante esta época pasa largas temporadas lejos de su hogar estudiando y compartiendo sus conocimientos con otros cirujanos por toda Francia.
En 1718, Fauchard se muda a París. Durante su estancia en París, Pierre nota que muchas bibliotecas médicas no tenían buenos libros de texto sobre odontología y que era preciso disponer de un libro de enseñanza enciclopédico sobre la cirugía bucal, por lo cual decidió escribir un tratado odontológico profesional basado en su experiencia.
Durante muchos meses Fauchard juntó tantos libros sobre medicina como le fue posible, entrevistó a los muchos dentistas que había conocido, y revisó sus diarios personales de sus años en Angers para escribir su manual. Finalmente en 1723, a la edad de 45 años, finalizó el manuscrito de "Le Chirurgien Dentiste" (en español "El dentista cirujano"). El manuscrito fue editado con gran meticulosidad y fue publicado en 1728 en dos volúmenes. El libro fue bien recibido por la comunidad médica de Europa, en 1746 se publicó una edición revisada en francés y fue traducido al alemán en 1773.